# 水車町 (名古屋市)
水車町（すいしゃちょう）は、愛知県名古屋市南区の地名。

## 歴史

### 町名の由来
山崎川にあった大きい水車に由来する。

### 沿革
- 1943年（昭和18年）
  - 1月15日 - 南区呼続町の一部により、同区水車町が成立[3]。
  - 9月20日 - 南区呼続町の一部を編入する[3]。
- 1946年（昭和21年）11月11日 - 南区呼続町の一部を編入する[3]。
- 1955年（昭和30年）1月15日 - 南区呼続元町・菊住町にそれぞれ編入され消滅[3]。